# レストレード
レストレード警部 (Inspector Lestrade) は、アーサー・コナン・ドイルの推理小説『シャーロック・ホームズシリーズ』に登場する、スコットランド・ヤード所属の架空の警察官。訳者によりレストレイドの表記も用いられる。
事件が自分の手に余るとベーカー街221Bを訪れシャーロック・ホームズに捜査の手助けを依頼する、少々頼りない人物として知られているが、作中ではロンドンの新聞各紙にその捜査ぶりを称えられる名物警部でもある。
ファーストネームは不明。しかし、『ボール箱』でホームズに宛てた手紙にはG・レストレード (G. Lestrade) と記名されており、頭文字だけは判明している。

## 外見と評価

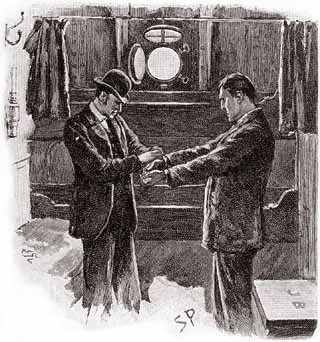
「ボール箱」ラストで犯人ジム・ブラウナーを逮捕するレストレード警部（シドニー・パジェット画）

レストレード警部の外見に対するワトスンの印象はあまり良いものではなかったらしく、第1作『緋色の研究』に登場した際には「少し血色の悪い、ネズミのような顔をした黒目の男」などと評され、『ボスコム渓谷の惨劇』でも「ずるそうな格好で人目を忍ぶように待っている、痩せたイタチのような感じの男」と書かれたりしている。とは言え、年代が下るにつれ親しさゆえかワトスンの評価もだいぶ持ち直し、『ブルース・パーティントン設計書』ではマイクロフトと共にベーカー街を訪ねた彼の外見について「痩せた、厳めしい顔つきの男」と表現されていた。
捜査官としては常にホームズの後塵を拝し、その能力についても折につけ酷評されているような印象があるものの、ホームズのスコットランド・ヤードをはじめとする警察組織全体に対する評価と比べると、『ボール箱』などで語られる彼のレストレード警部に対する評価は意外に高く、時には『六つのナポレオン』のように警察の組織力を活用してホームズを驚かせるほどの短時間で被害者の身元を割り出すなど、彼の有能さを示す描写も作中に見ることができ、『空き家の冒険』でも久々に再会した喜びを述べる中、ホームズに「一年に迷宮入り殺人事件が3件も出るようでは、さぞかし非公式の助力が必要だろう」と指摘されながらも、それに続いて「モウルジー事件での手際はいつもとは違い、なかなか見事だった」と少々皮肉混じりではあるが、その手腕を評価される一幕があった。

## ホームズとの交流
『緋色の研究』に登場して以来、レストレード警部はホームズ作品に警察関係者の中では最も頻繁に姿を見せる人物だけあって、ホームズ、ワトスン両名との関わりも深い。
当初はホームズをアマチュアと侮り、その独特の捜査の方法もやや軽蔑を含んだ目で見ていたが、共に難事件に携わりながらそれらを解決する手際を見るうちに次第に彼の能力に敬意を表するようになり、『六つのナポレオン』の頃には時折個人的にベーカー街を訪れて談笑し、不可解な事件を鮮やかに解決したホームズの手腕をワトスン共々憚りなく絶賛し、逆にホームズを感激させるほどにまで打ち解けている。しかし、それでも『ブルースパーティントン設計書』では証拠を得るために夜盗まがいの行動を取ったホームズに対して「あまりそんな事ばかりしていると、そのうちとんでもない目にあいますよ」と手厳しく釘を刺し、職務に忠実な警官としての一面と共に、親しさの中にもホームズへの変わらぬ対抗心を持ち続けていると感じさせる場面もみられる。
主にレストレード警部が担当している事件にホームズが関わっていくのが多いのだが、『バスカヴィル家の犬』、及び『空き家の冒険』ではホームズからの依頼に応じて警部が現地へと駆けつけており、特に『空き家の冒険』の際にはホームズとの会話から、彼自身の意思で捜査に協力したことが窺える。

## レストレード二人説
1881年の事件とされる『緋色の研究』においてすでに20年の経験があると記され、1902年の事件『三人ガリデブ』にも登場しているため、40年にわたり警察官として活動していたことになる。物語への登場期間の長さに反して、作中でのレストレードの階級は初登場した『緋色の研究』から一貫して警部のままであり、新聞でも常々有能と称される世間の評判と裏腹に一階級も昇進した様子はなく不自然である。さらに、レストレードのホームズに対する態度が、1894年の事件である『空き家の冒険』と翌1895年の『ノーウッドの建築業者』で一変していることから、ホームズ作品に登場するレストレードなる人物は2人存在し、『空き家の冒険』と『ノーウッドの建築業者』の事件の間に入れ替わったのだとする説がある。

## 登場作品

### ドイル自身の筆による作品
- 緋色の研究
- ボスコム渓谷の惨劇
- 独身の貴族
- ボール箱
- バスカヴィル家の犬
- 空き家の冒険
- ノーウッドの建築業者
- 犯人は二人
- 六つのナポレオン
- 第二の汚点
- ブルース･パーティントン設計書
- フランシス・カーファックス姫の失踪
- 三人ガリデブ

### パスティーシュ作品
M.J.トロー （en:M. J. Trow）が、レストレードを主人公としたパスティーシュ小説シリーズを発表している。
日本語訳は以下の通り。
- 『霧の殺人鬼 - レストレイド警部の冒険』 斎藤数衛訳 早川書房 （1986年） ISBN 978-4150760519
- 『クリミアの亡霊 - レストレイド警部の冒険』 斎藤数衛訳 早川書房 （1987年） ISBN  978-4150760526
- 『レストレード警部と三人のホームズ』 後藤安彦訳 新潮社 （1989年） ISBN 978-4102290019